# Elias, Duque de Parma
Elias Roberto Carlos Maria de Bourbon-Parma (em italiano: Elia Roberto Carlo Maria di Borbone-Parma; Biarritz, 23 de julho de 1880 – Friedberg, 27 de junho de 1959) foi o Chefe da Casa Ducal e pretedente ao trono de Parma de 1950 até sua morte. De 1907 a 1950, ele serviu como regente para as reivindicações de seus dois irmãos mais velhos deficientes mentais.

## Início da vida
Elias nasceu em Biarritz, o filho mais novo do duque Roberto I de Parma e sua primeira esposa princesa Maria Pia de Bourbon-Duas Sicílias (filha do rei Fernando II das Duas Sicílias) .

## Carreira militar
Elias entrou no Exército Austro-Húngaro em 1901, com o posto de Tenente . Alcançou as patentes de Capitão em 1911 , Major em 1915 , Tenente-coronel em 1916  e Coronel em 1918 . Elias participou da Primeira Guerra Mundial. 

## Casamento e família
Em 25 de maio de 1903 em Viena, Elias casou com a arquiduquesa Maria Ana de Áustria, filha do arquiduque Frederico, Duque de Teschen e uma sobrinha de Maria Cristina de Espanha.  Elias e Maria Anna tiveram oito filhos:
- Isabel de Bourbon-Parma (17 de março de 1904 - 13 de junho de 1983), morreu solteira.
- Carlo Luigi (22 de setembro de 1905 - 26 de setembro de 1912), morreu de poliomielite.
- Maria Francesca (5 de setembro de 1906 - 20 de fevereiro de 1994), morreu solteira.
- Roberto Hugo (7 de agosto de 1909 - 15 de novembro de 1974), morreu solteiro.
- Francesco Alfonso (14 de junho de 1913 - 29 de maio de 1939), morreu solteiro.
- Giovanna Isabella (8 de julho de 1916 - 1 de novembro de 1949), nunca se casou e foi morto em um acidente de tiro em La Toledana, Espanha.
- Alice (13 de novembro de 1917 - 28 de março de 2017) casou com infante Afonso, Duque de Calábria, com descendência.
- Maria Cristina (7 de junho 1925 - 1 setembro de 2009), ela morreu solteira.

Elias morreu em Friedberg, Estíria em 1959. Ele e sua esposa foram enterrados na aldeia vizinha de Mönichkirchen.